# Penenden Heath
Penenden Heath – wieś w Anglii, w hrabstwie Kent, w dystrykcie Maidstone. Leży 2 km na północ od miasta Maidstone i 53 km na południowy wschód od centrum Londynu.